# Représentation adjointe
En mathématiques, il existe deux notions de représentations adjointes :
- la représentation adjointe d'un groupe de Lie  sur son algèbre de Lie,
- la représentation adjointe d'une algèbre de Lie sur elle-même.

Alors que la première est une représentation de groupe, la seconde est une représentation d'algèbre.

## Définition
Soient :
- {\displaystyle G}, un groupe de Lie ;
- {\displaystyle e\in G}, l'élément identité de {\displaystyle G} ;
- {\displaystyle {\mathfrak {g}}:=T_{e}G}, l'algèbre de Lie de {\displaystyle G} ;
- {\displaystyle \iota :G\to \mathrm {Aut} (G);g\mapsto \iota _{g}} l'automorphisme intérieur de {\displaystyle G} sur lui-même, donné par {\displaystyle \iota _{g_{1}}(g_{2})=g_{1}g_{2}g_{1}^{-1}}.

Définition :
La représentation adjointe du groupe de Lie {\displaystyle G} sur son algèbre de Lie {\displaystyle {\mathfrak {g}}} est :
{\displaystyle \mathrm {Ad} :G\to \mathrm {Aut} ({\mathfrak {g}});g\mapsto \mathrm {Ad} _{g}:=\left((\iota _{g})_{*}|_{e}:{\mathfrak {g}}\to {\mathfrak {g}}\right)}.
Remarques :
- la représentation adjointe {\displaystyle \mathrm {Ad} :G\to \mathrm {Aut} ({\mathfrak {g}})} est un morphisme de groupes :
{\displaystyle \mathrm {Ad} _{g_{1}g_{2}}=\mathrm {Ad} _{g_{1}}\circ \mathrm {Ad} _{g_{2}},\qquad \forall g_{1},g_{2}\in G} ;
- pour tout {\displaystyle g\in G}, la représentation adjointe de {\displaystyle g} est un isomorphisme d'algèbres :
{\displaystyle [\mathrm {Ad} _{g}(\xi _{1}),\mathrm {Ad} _{g}(\xi _{2})]=\mathrm {Ad} _{g}[\xi _{1},\xi _{2}],\qquad \forall \xi _{1},\xi _{2}\in {\mathfrak {g}}}.

Définition :
La représentation adjointe de l'algèbre de Lie {\displaystyle {\mathfrak {g}}} sur elle-même est :
{\displaystyle \mathrm {ad} :{\mathfrak {g}}\to \mathrm {End} ({\mathfrak {g}});\xi \mapsto \mathrm {ad} _{\xi }:=\mathrm {Ad} _{*}|_{e}(\xi )}.
Remarques :
- la structure d'algèbre {\displaystyle [\cdot ,\cdot ]:{\mathfrak {g}}\times {\mathfrak {g}}\to {\mathfrak {g}}} sur l'espace tangent {\displaystyle {\mathfrak {g}}=T_{e}G} peut être définie à partir de la représentation adjointe {\displaystyle \mathrm {ad} } via :
{\displaystyle [\xi _{1},\xi _{2}]:=\mathrm {ad} _{\xi _{1}}(\xi _{2}),\qquad \forall \xi _{1},\xi _{2}\in {\mathfrak {g}}} ;
- puisque le crochet de Lie {\displaystyle [\cdot ,\cdot ]} satisfait l'identité de Jacobi, la représentation adjointe {\displaystyle \mathrm {ad} :{\mathfrak {g}}\to \mathrm {End} ({\mathfrak {g}})} est un morphisme d'algèbres :
{\displaystyle \mathrm {ad} _{[\xi _{1},\xi _{2}]}=[\mathrm {ad} _{\xi _{1}},\mathrm {ad} _{\xi _{2}}],\qquad \forall \xi _{1},\xi _{2}\in {\mathfrak {g}}}.

## LorsqueGest un groupe matriciel
Supposons que {\displaystyle G} est un groupe de Lie matriciel, e. g. {\displaystyle \mathrm {GL} (n;\mathbb {R} )} ou {\displaystyle \mathrm {GL} (n;\mathbb {C} )}, de sorte que son algèbre de Lie soit aussi matriciel, e. g. {\displaystyle \mathrm {Mat} (n;\mathbb {R} )} ou {\displaystyle \mathrm {Mat} (n;\mathbb {C} )}.
Alors, les deux représentations adjointes sont explicitement :
{\displaystyle \mathrm {Ad} _{g}(\xi )=g\xi g^{-1},\qquad \forall g\in G,\;\forall \xi \in {\mathfrak {g}}}
{\displaystyle \mathrm {ad} _{\xi _{1}}(\xi _{2})=[\xi _{1},\xi _{2}],\qquad \forall \xi _{1},\xi _{2}\in {\mathfrak {g}}}
où {\displaystyle [\cdot ,\cdot ]} est ici le commutateur de matrices.

## Relation avec la forme de Killing
La forme de Killing est définie par :
{\displaystyle K:{\mathfrak {g}}\times {\mathfrak {g}}\to \mathbb {R} ;(\xi _{1},\xi _{2})\mapsto K(\xi _{1},\xi _{2}):=\mathrm {Tr} (\mathrm {ad} _{\xi _{1}}\circ \mathrm {ad} _{\xi _{2}})}.
La forme de Killing est {\displaystyle \mathrm {Ad} }-invariante :
{\displaystyle K(\mathrm {Ad} _{g}(\xi _{1}),\mathrm {Ad} _{g}(\xi _{2}))=K(\xi _{1},\xi _{2}),\qquad \forall g\in G,\;\forall \xi _{1},\xi _{2}\in {\mathfrak {g}}}.
Ainsi, elle vérifie de plus :
{\displaystyle K([\xi _{1},\xi _{2}],\xi _{3})=K(\xi _{1},[\xi _{2},\xi _{3}]),\qquad \forall \xi _{1},\xi _{2},\xi _{3}\in {\mathfrak {g}}}.

## Régularité de la représentation adjointe
Si {\displaystyle G} est un groupe de Lie de classe {\displaystyle {\mathcal {C}}^{\infty }}, l'application adjointe {\displaystyle \mathrm {Ad} } est différentiable.
En effet, il suffit de démontrer que l'application d'évaluation {\displaystyle G\times {\mathfrak {g}}\to {\mathfrak {g}}:(g,\xi )\mapsto \mathrm {Ad} _{g}(\xi )} est différentiable.
Mais par définition de {\displaystyle \mathrm {Ad} }, c'est la différentielle en la seconde variable en l'élément neutre de {\displaystyle G\times G\to G;(g_{1},g_{2})\mapsto g_{1}g_{2}g_{1}^{-1}}. En toute généralité, il y a une perte de régularité pour la représentation adjointe.

## Livre
(en) Shoshichi Kobayashi (en) et Katsumi Nomizu (en), Foundations of Differential Geometry, 1963